# Guido Pessotti
Guido Fontegalant Pessotti (Piracicaba, 14 de fevereiro de 1933 — São José dos Campos, 2 de abril de 2015) foi um engenheiro aeronáutico brasileiro,  formado em 1960 pelo Instituto Tecnológico de Aeronáutica (ITA).

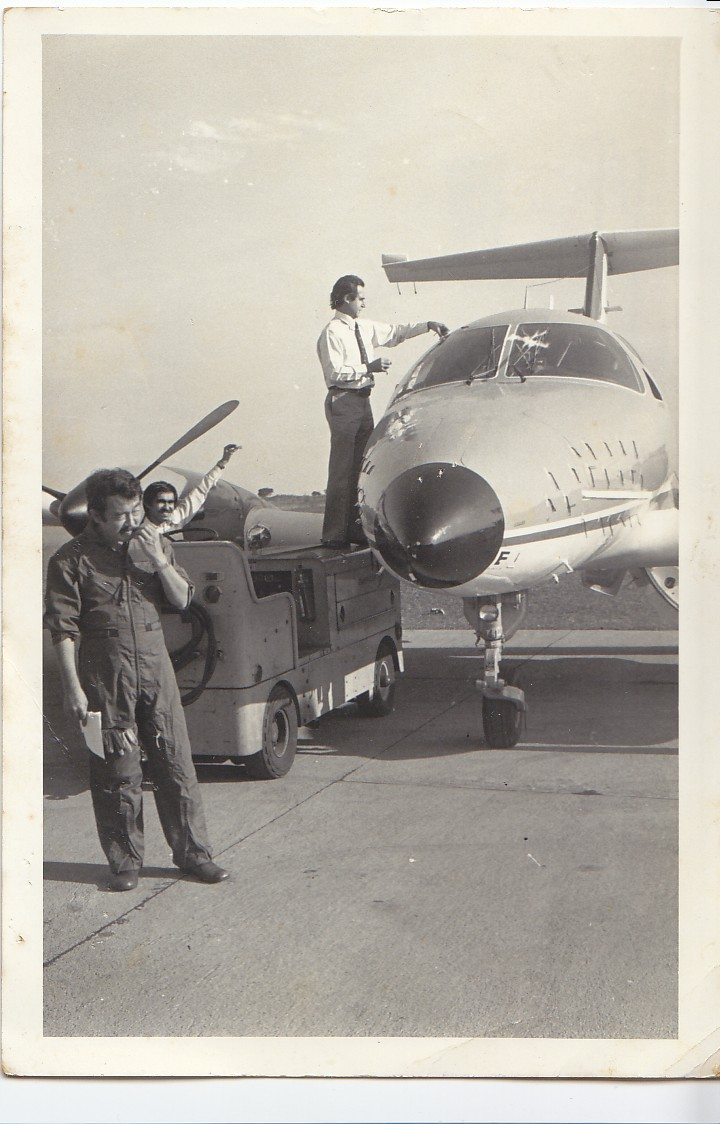
Guido Pessotti (à direita e em cima da aeronave) preparando a aeronave Xingu EMB-121 para voo de ensaio aerodinâmico. Engenheiro de Ensaio em Voo Hyodo (a frente) e Engenheiro José Renato Oliveira Melo (ITA-T71) (atrás a esquerda).

## Principais Realizações
- Em 1960 ao se formar no ITA seguiu para França para uma campanha de dois anos de trabalho nas empresas Morane Saulnier e Air France. As atividades eram basicamente de manutenção de aeronaves, e fato interessante foi que na Morane Saulnier fazia reparos nas aeronaves que iam para combate na guerra da Argelia. Esta campanha foi fundamental na formação de Guido Pessotti, pois a cultura aeronáutica francesa é muito forte até os dias atuais.
- Fundador do Clube de Voo a Vela do CTA[1] junto com Carlos Alexandre Binns[2] (ITA T60), Claudio Affonso Junqueira[3] (ITA T60), Professor René Marie Vandaele. Esta turma de pilotos instrutores era conhecida como a PANELINHA.
- Ao retornar para o Brasil em 1963 foi designado pelo Professor René Marie Vandaele para trabalhar no Departamento de Projeto de Aeronaves no ITA onde teve grande atuação no desenvolvimento entre outros do planador Urupema. Sua saída em 1965 para ir trabalhar no PAR-CTA foi muito dificíl para Vandaele que organizou um evento de despedida memorável para Guido e Alcindo Rogério Amarante de Oliveira[4] que também trabalhava no Departamento de Projeto de Aeronaves. Plinio Junqueira[5], permaneceu na equipe de Vandaele no desenvolvimento do Urupema e mais tarde integrou ao time da Embraer.
- Deu enorme contribuição à atividade esportiva nas modalidade de Windsurf, Kendo e Voo a Vela.
- Atingiu marcas oficiais em voos de planador que foram registradas em forma de Insígnias e recordes, em meados da década de 1950 e na década de 1960, catalogadas pela Federação Brasileira de Voo em Planadores. Foi o primeiro piloto no Brasil a obter as três insígnias de Diamante. A seguir são listadas as Insígnias e recorde:

```
  
C de Ouro

  
Diamante Altura

  
Diamante Distância pré-fixada

  
Diamante Distância livre

  
Recordista, de 1963 a 2010, da marca brasileira de distância livre em planador (classe 15 metros).
```

dos registros da FBVP (Federação Brasileira de Voo em Planadores)

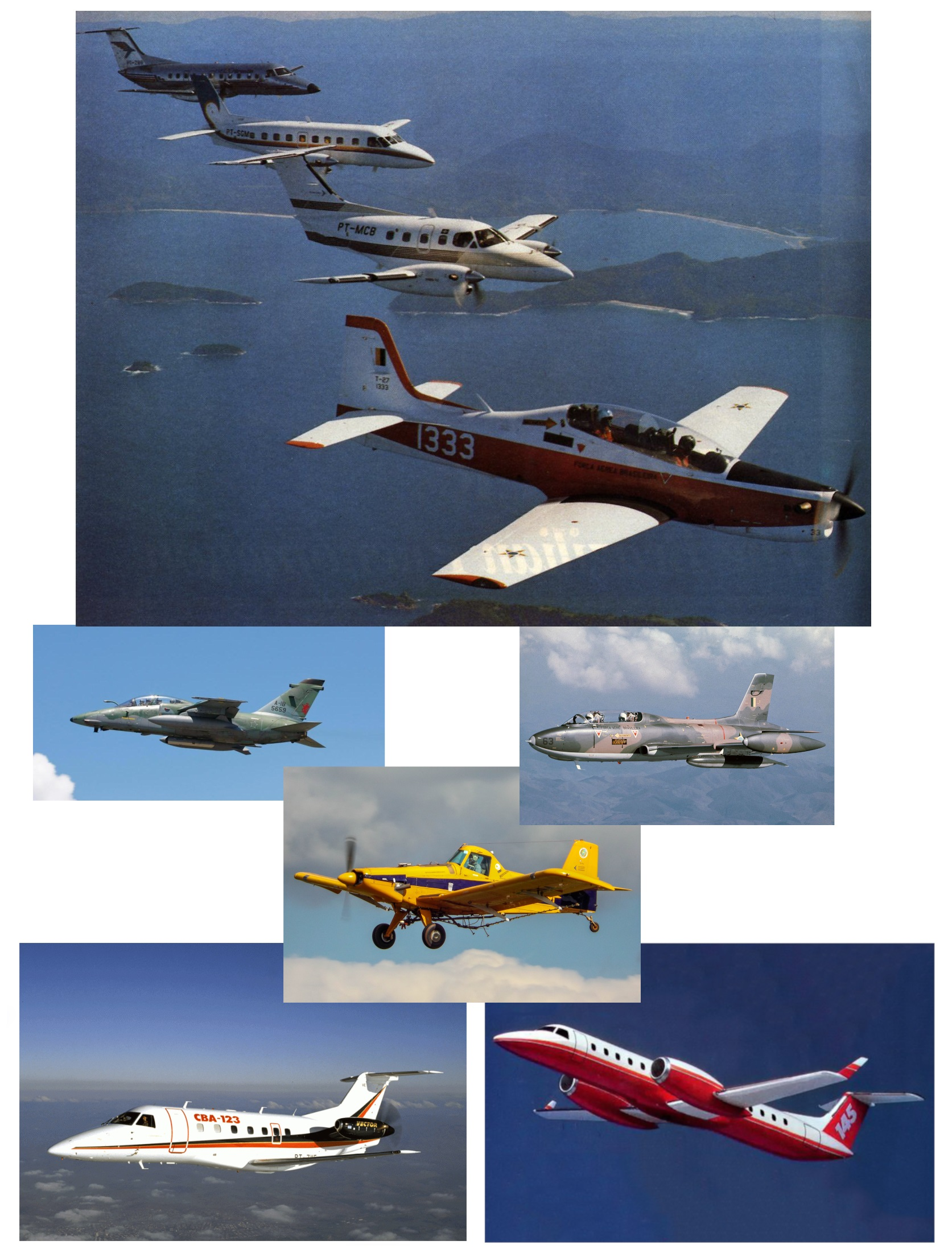
Aeronaves desenvolvidas pelo time de Projetistas e Engenheiros do DTE, funcionários, gestores e áreas envolvidas da Embraer, em colaboração com os clientes e parceiros do mercado da época. Década de 1970 e 1980.

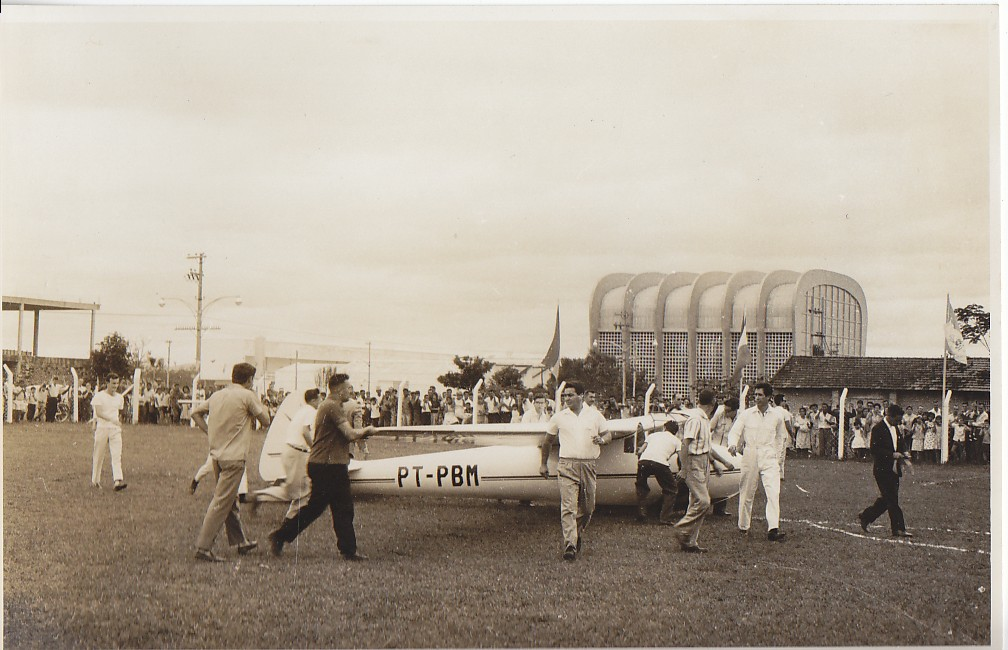
Guido Pessotti de macacão branco após realizar pouso de precisão com planador Olimpia (PT-PBM) no campus do ITA/CTA em 1963.

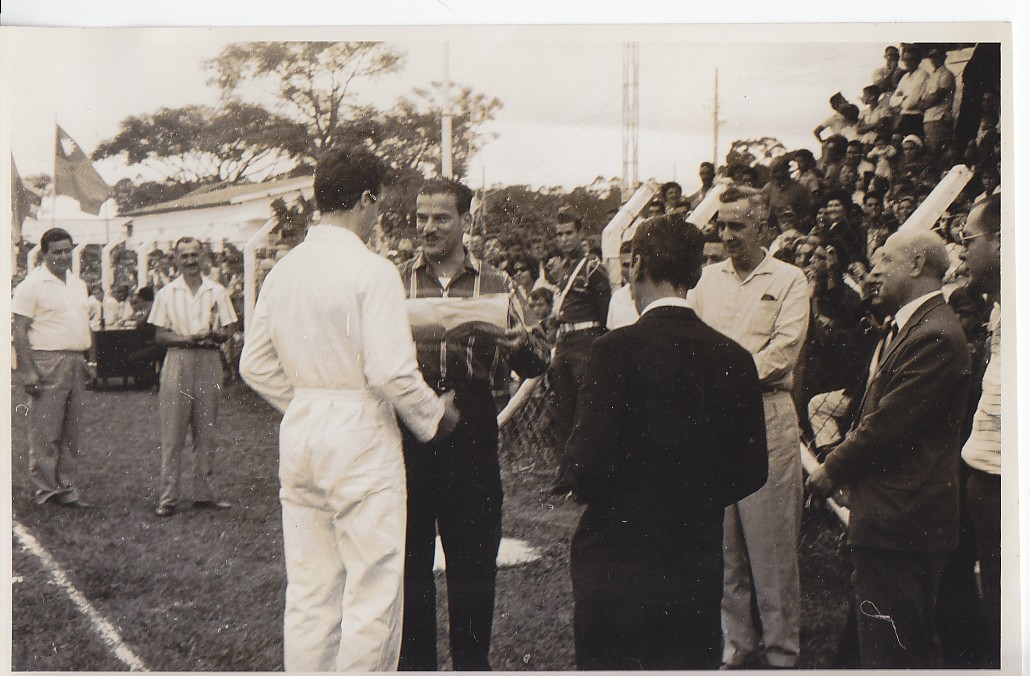
Guido Pessotti de macacão branco recebendo prêmio do Brig. Castro Neves, diretor do CTA, e Professor Rene Vandaele, segundo da direita para esquerda, que designou Guido para esta missão de pouso no Camp us do ITA.

- No Voo a Vela quando rebocava planadores com o Piper PA18, ao que o planador desligava do reboque, e com ótimas condições de térmicas, dizia Guido, que desligava o motor do PA18, e entrava em voo planado  junto com os planadores, para não esperar sua vez nos planadores e planar como um moto_planador, porém com um avião monomotor.
- De 1955 a 1965 a Aviação de pequeno porte e Voo a Vela baseada em São José dos Campos vivenciou anos de grande impulso na operação, desenvolvimento e emprego de equipamentos devido ao materiais disponíveis, atividades intensa de desenvolvimento aliada a teoria, e a grandes marcas alcançadas pelos pilotos que afinal participavam do Clube de Voo a Vela do CTA como em voos de campeonatos e obtenção de insígnias. Período ímpar na região nesta categoria. Estas atividades deram grande contribuição para pavimentar o caminho que marcaria a característica da indústria aeronáutica que se desenvolveu em seguida de inovadora e prática.

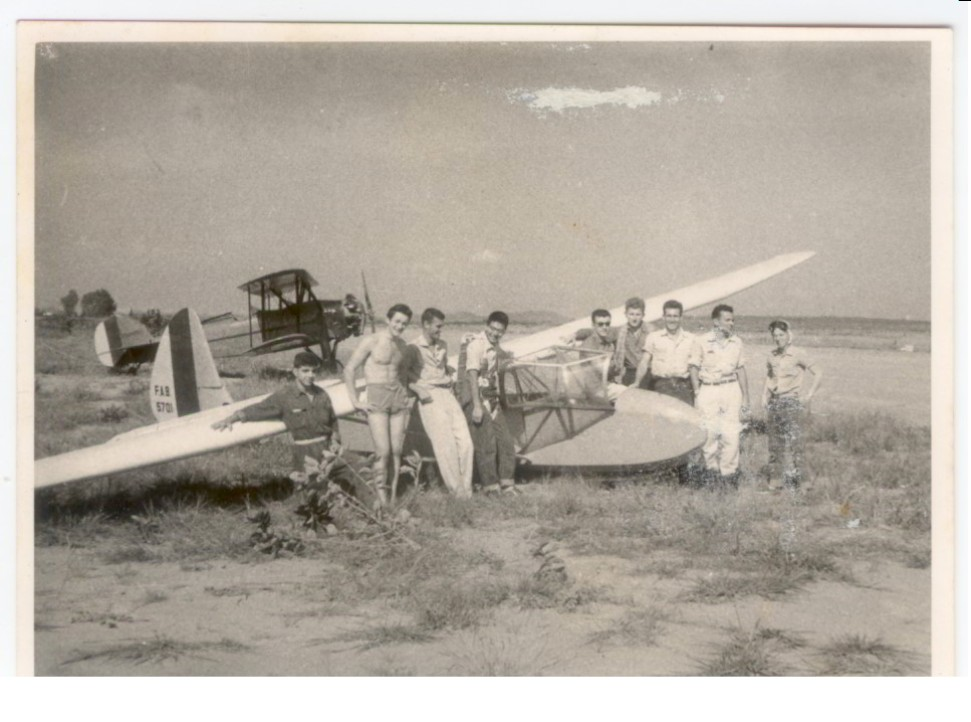
Guido Pessotti, terceiro da direita para a esquerda. No campo de voo de São José dos Campos, CTA em 1957, nos primórdios da fundação do CVV- CTA. Planador Neivão e rebocador Waco, ambos da FAB, operados pelo ITA. Francisco Leme Galvão (ITA-T59) é o primeiro da esquerda.

- Projeto e construção da aeronave biposto Panelinha[6] em 1958.
- Projeto e construção da aeronave[7] planador Embraer EMB-400 Urupema em 1964 a 1968.
- Pesquisador no PAR-CTA atuando no desenvolvimento e construção da aeronave IPD-6504 (futuramente Embraer EMB-110 Bandeirante) em 1965.
- Tinha uma enorme habilidade de estabelecer ordem em ambiente turbulento, na área Técnica, como pode ser visto no desenvolvimento do Panelinha (ITA) o qual passou por várias equipes até Guido Pessotti liderar o desenvolvimento e fabricação da aeronave podendo assim realizar os voos de teste. E para alcançar os objetivos de um empreendimento Guido Pessotti encorajava os membros de sua equipe para que eles obtivessem sucesso com suas próprias capacidades.
- Foi casado com Heidrun Ulrike Birgit Franck Pessotti, por 48 anos até seu falecimento. Heidrun era filha do Engenheiro Mecânico Alexander Heinrich Franck, que trabalhou no PMO (Departamento de Motores do IPD-CTA) na década de 1950.
- Foi convidado pelo Coronel Ozires Silva e o Comando do Ministério da Aeronáutica[8] para assumir a Diretoria[9] Técnica (o famoso DTE) da Recém criada Embraer [10]em 1969.
- Coordenou o desenvolvimento das seguintes aeronaves na Embraer[11] no período de 1969 a 1992: Bandeirante EMB-110, Ipanema, Xavante,  Xingu[12], Tucano[13], Brasília[14], AMX[15], Vector[16] e EMB-145[17].(fonte= Jane's - All the world aircraft)

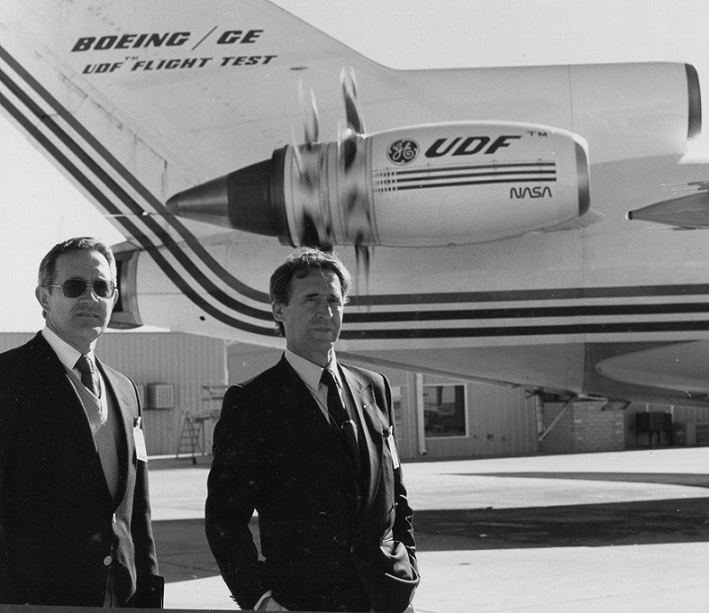
Guido Pessotti (a direita) e Irajá Buch Ribas (ITA/T63) em visita ao desenvolvimento do UDF pela Boeing e GE. O UDF é um sistema de propulsão que consome quantidade significativamente menor de combustível em comparação com os Turbofans. (Julho de 1988)

- Na Embraer foi responsável por todas as Áreas Técnicas que tinham atividade direta com o produto avião, da concepção até o suporte ao cliente na operação, no período de 1969 até 1992.
- Teve um estilo marcante de desenho de aeronaves com linhas arrojadas como pode ser visto inicialmente no projeto do Urupema e em seguida o Bandeirante, Xingu, Brasília entre outros.
- Em 1985 deu entrevista a revista Veja, onde, já naquela época declarou, "Temos todas as condições de fabricar até mesmo um Airbus"
- Após 37 anos consecutivos de trabalho no campo Aeronáutico, a contar do primeiro ano do curso no ITA, concluiu as atividades na Embraer em 1992, tendo formado uma equipe técnica com enorme capacidade, uma metodologia de trabalho de Engenharia que gerou grandes resultados na Embraer até os dias atuais e desenvolveu produtos inovadores, um legado.
- As primeiras atividades após deixar a Embraer foram de manutenção e preparação de aeronaves, realizando a pintura e o interior de um helicoptero Esquilo da Helibras em Itajuba, MG e no aeroporto de Congonhas, e também realizou a confecção do interior de uma aeronave Cessna Citation I no aeroporto de Congonhas. Logo em seguida em suas atividades reservou um ano para ministrar aulas no ITA, na cadeira de projetos de aeronaves, e em conjunto no ITA/CTA projetou uma aeronave helicóptero, para dois ocupantes com motorização nacional de Bruder, Botucatu, SP, em colaboração com o Professor Donizeti de Andrade, do ITA em 1993.
- Durante um período de quase dez anos, a partir de 1994, trabalhou para a empresa Geci International com sede na França. A atividade era de consultoria no desenvolvimento de tecnologias e produtos aeronáuticos. Esteve atuando em várias empresas do setor aeronáutico nos continentes da Asia, Europa, Oriente Médio e America do Norte.
- De volta ao Brasil, trabalhou no desenvolvimento de diversas aeronaves destacando o ultraleve GP-101 e o Jato executivo EV-25, no período de 2003 a 2008. Trouxe consigo a Coletânea das 15 Sinfonias de Dmitri Shostakovich (1906-1975), obra que respeitava muito.

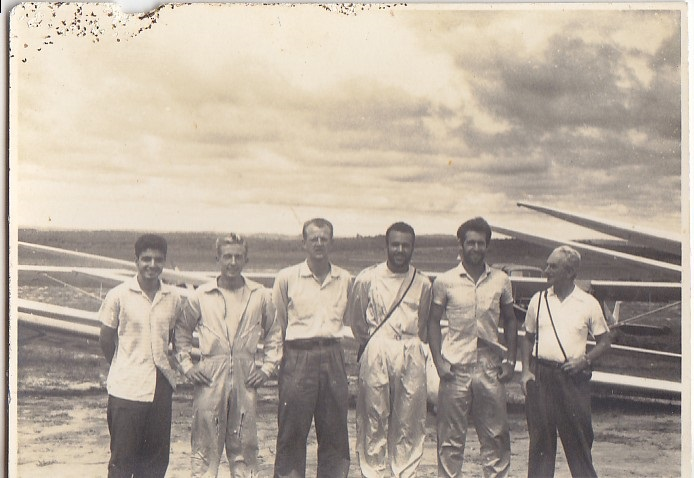
Guido Pessotti com os colegas Galvão, Alexandre Binns, George S. Münch e Claudio Junqueira em 1960 na época em que fundaram o Clube de Voo a Vela CTA. Foto no campo de voo do CTA (SJC-SP) durante operação com planadores. Esta turma era conhecida como a PANELINHA.

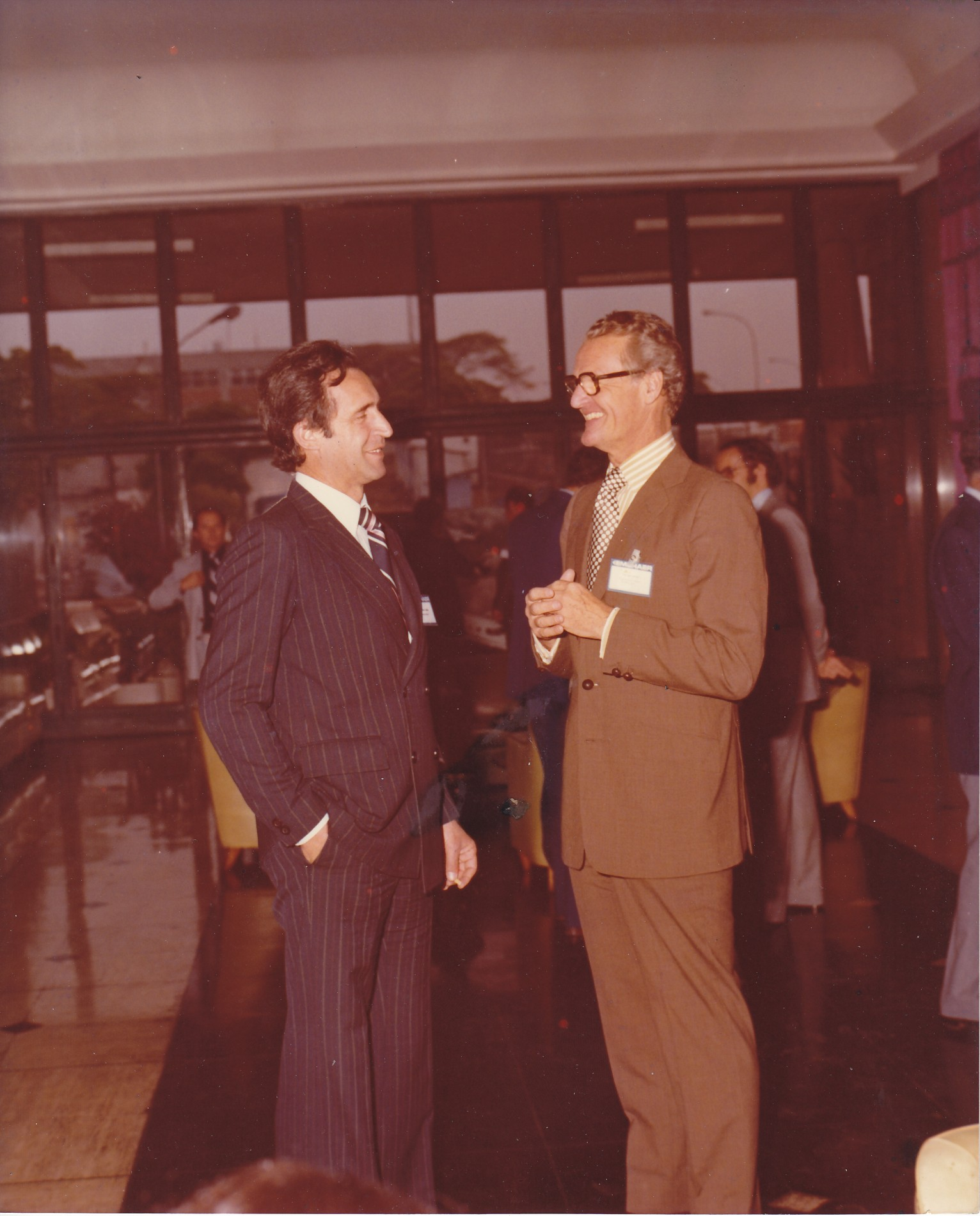
Guido Pessotti e Lord Waterpark em ocasião que foi convidado a discursar na CommonWealth. Inglaterra, 1978. Lord Waterpark foi Diretor de Vendas da CSE Aviation que iniciou suas atividades no aeroporto de Oxford em 1960. Responsável pela venda de mais de 600 aeronaves entre as décadas de 1960 e 1970.

## Condecorações
- Medalha de Mérito da Aeronáutica, 1974
- Engenheiro do Ano pelo Instituto de Engenharia de São Paulo, 1986
- AIAA Awards Special Appreciation, 25 de Janeiro de 1990